# Dit zijn de namen
Dit zijn de namen is een roman uit 2012 van Tommy Wieringa. Het boek werd in 2013 bekroond met de Libris Literatuurprijs en de lezersprijs van de Gouden Boekenuil. In 2016 maakte de Duitse regisseur Philipp Becker een toneelbewerking voor NTGent.

## Verhaal
De roman bestaat uit twee verhaallijnen die meteen ook uitdrukking geven aan de twee hoofdthema's van het boek: migratie en religie. Zo draait het verhaal enerzijds rond de belevenissen van een groep illegale vluchtelingen die in de steppe van Oost-Europa op zoek zijn naar een betere wereld. Onderweg eisen de barre omstandigheden en de maandenlange ontbering hun tol, waardoor slechts vijf vluchtelingen van de dertien de tocht overleven. Tijdens die tocht ontstaan er spanningen binnen de groep. Het vijftal verenigt zich echter opnieuw in een soort cultus rond het afgehouwen hoofd van 'de andere', een zwarte man die ze eerder gezamenlijk vermoord hebben. Na hun omzwervingen komen ze geleid door het hoofd aan in het troosteloze Michailopol, een fictieve stad in het  grensland van de voormalige Sovjet-Unie. 
Daarnaast wordt een tweede verhaallijn uitgewerkt, met in de hoofdrol politiecommissaris Pontus Beg. Hij is een gematigd corrupte ambtenaar in een door en door corrupt land. Pontus wil zich tot het jodendom bekeren onder invloed van zijn voorouders. Hij kreeg een boek onder ogen met als titel: "Achter de namen", waarin staat dat de naam van zijn moeder "Medved" op zijn eigen Joodse afkomst duidt. Hij neemt als leermeester de laatste rabbi en tevens de laatste jood van de stad, Zalman Eder. De twee verhaallijnen smelten samen wanneer de overlevende vluchtelingen in de macht van de politiechef komen. Het verhaal van hun vreselijke zwerftocht doet de commissaris denken aan de woestijntocht uit de Thora, waardoor zijn interesse voor het jodendom nog meer wordt aangewakkerd. Hij legt de vijf namen van de overlevenden in een proces-verbaal vast. Het zijn de jongeling Saïd Mirza, de hoogzwangere vrouw Samira Uygun, de stroper Alexander Hac, de Turkmeen uit Asjchabad  Akmuhammet Kurbankiliev en Vitaly. Aan het eind van het boek belooft hij Saïd Mirza, hem, als zijn aangenomen zoon, Israël binnen te loodsen. De vluchtelingen blijven vol verlangen kijken naar Europa, dat o zo dichtbij ook de grens vormt met het grensland waarin zij verblijven.